# Efeito borboleta

Diagrama da trajetória do sistema de Lorenz para os valores r = 28, σ = 10, b = 8/3

Efeito borboleta foi uma metáfora utilizada pelo meteorologista Edward Lorenz, professor do Instituto de Tecnologia Meteorológica de Massachusetts, para explicar a impossibilidade de previsão de fenômenos atmosféricos por mais que alguns dias, em 1969 no 139º American Association for the Advancement of Science (Encontro da Associação Americana para o Avanço da Ciência). Lorenz referia-se à dependência sensível às condições iniciais dentro da teoria do caos. Segundo a cultura popular, na teoria apresentada, o bater de asas de uma simples borboleta poderia influenciar o curso natural das coisas e, assim, talvez provocar um tufão do outro lado do mundo.

## Teoria do caos
O efeito borboleta faz parte da teoria do caos, a qual encontra aplicações em qualquer área das ciências: exatas (engenharia, física, etc), médicas (medicina, veterinária, etc), biológicas (biologia, zoologia, botânica, etc) ou humanas (psicologia, sociologia, etc), na arte ou religião, entre outras aplicações, seja em áreas convencionais e não convencionais. Assim, o Efeito Borboleta encontra também espaço em qualquer sistema natural, ou seja, em qualquer sistema que seja dinâmico, complexo e adaptativo.

## Dinamismo do efeito borboleta
Esse tipo de efeito quando restrito a uma ou duas variáveis, fixando-se as demais, tende a ser simples e aí, somente nesta situação não natural ou limítrofe, é que as leis da ciência clássica podem demonstrar a previsibilidade de um sistema fechado. Neste caso aumenta a rigidez sistêmica e o Efeito Borboleta pode ser mapeado de forma bastante simples. Alguns estudiosos afirmam que deixa de existir, porém, é conhecido que a resultante de determinado cálculo quando passa a ser dado numérico de outro (e assim por diante), influi em seu resultado, portanto, atua o Efeito Borboleta. Isto foi descoberto (quase por acaso) por Edward Lorenz quando estava trabalhando com previsões meteorológicas no MIT e verificou a influência ocasionada em sistemas dinâmicos quando são feitas alterações muito pequenas nos dados iniciais inseridos em computadores numéricos programados para fazerem cálculos em série.

## Descrição de ocorrência do efeito borboleta
Em 19 de fevereiro de 1998, computadores do sistema de previsão de tempestades tropicais dos Estados Unidos diagnosticaram a formação de uma tempestade tropical sobre Louisiana em três dias. Sobre o Oceano Pacífico um  meteorologista daquela agência descobriu que havia uma pequena diferença nas medições executadas, e que estas poderiam prever uma pequena diferença no deslocamento das massas de ar. A diferença foi detectada através de uma movimentação do ar em maior velocidade na região do Alasca. Em função das diferenças, houve uma realimentação de dados nos computadores, estes refazendo os cálculos previram que a formação da tempestade tropical em Lousiana não ocorreria, mas haveria sim a formação de um tornado de proporções gigantescas em Orlando, na Flórida, o que realmente ocorreu em 22 de fevereiro de 1998.

### Somatório do erro e incerteza dos sistemas rígidos
Na ciência clássica, em geral se transformam os sistemas abertos, ou seja, os sistemas dinâmicos, complexos e adaptativos, em sistemas fechados para poder aplicar as leis conhecidas que privilegiam as linearidades em detrimento das não-linearidades. Isto ocorre para facilitar e simplificar a análise de dados. Mas, ao se tomar uma decisão mínima, considerada muitas vezes insignificante, tomada com plena espontaneidade, nos sistemas dinâmicos abertos, poderemos gerar uma transformação inesperada num futuro incerto.
Por isto, neste tipo de sistema, quando restrito a uma ou duas variáveis fixando-se as demais, e somente nessa situação chamada limítrofe, o sistema se torna fechado, e o Efeito Borboleta aparentemente não atua, causando assim a impressão de um sistema estático.

## Definição matemática
Um sistema dinâmico evoluindo a partir de {\displaystyle f^{t}} indica uma dependência estreita entre as condições finais em relação às iniciais. Se for arbitrariamente separado um ponto a partir do aumento de t, sendo um ponto de qualquer M aquele que indica o estado de {\displaystyle f^{t}} , este mostra uma sensível dependência das circunstâncias finais a partir das iniciais.
Portanto, havendo assim no início d>0 para cada ponto 'x' em 'M', onde na vizinhança de N que contém x exista um ponto y e um tempo τ temos :
{\displaystyle d(f^{\tau }(x),f^{\tau }(y))>\delta \,.}